# Palazzo Pretorio (Capodistria)
Il palazzo Pretorio è un palazzo di Capodistria, in Slovenia.
In stile gotico veneziano, si trova nel centro cittadino nella storica piazza del Duomo, oggi piazza Tito (Titov Trg), ed è il palazzo comunale della città.

## Storia
Sin dal 1254 è attestata la presenza di un edificio comunale nella piazza centrale di Capodistria. Dopo una rivolta nel 1348 fu costruito un nuovo palazzo, ancora incompleto quando fu distrutto dall'incendio appiccato dai genovesi nel 1380.

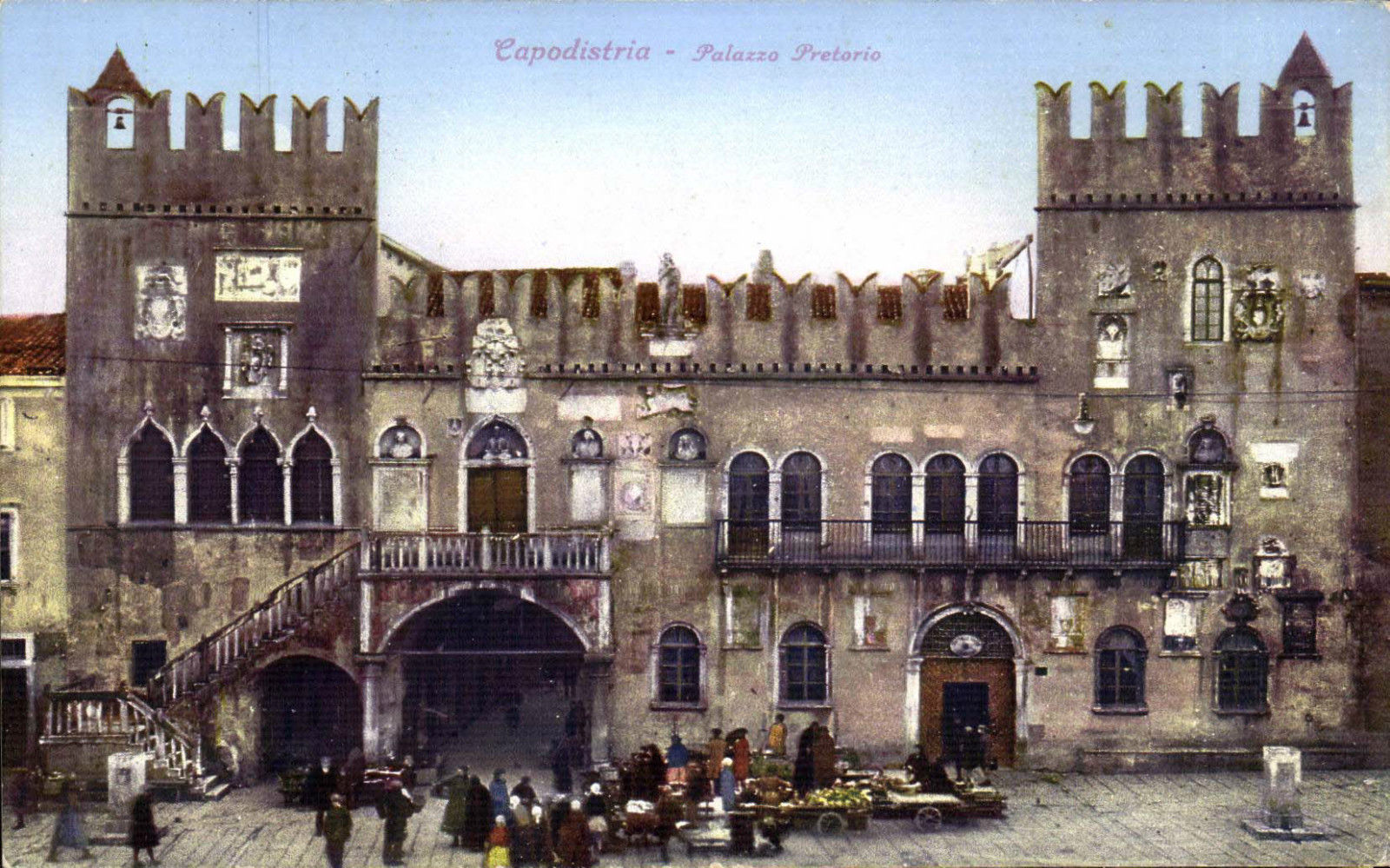
Il palazzo nel 1920

La costruzione dell'edificio attuale è stata iniziata nel 1447 e poteva dirsi conclusa intorno alla metà del XVI secolo. Fino alla caduta della repubblica di Venezia nel 1797, ha costituito la sede del potere civile. Durante il periodo austriaco, il sindaco risiedeva invece presso il palazzo dell'Armeria. Nel Novecento, dopo l'indipendenza della Slovenia dalla Repubblica Socialista Federale Jugoslava, è iniziato un restauro, conclusosi nel 2001, che ha permesso il ritorno della sede comunale nell'edificio.

## Descrizione
Il palazzo, che chiude il lato meridionale della piazza Tito, si presenta come una costruzione merlata a due piani con due torri alle estremità. Sulla facciata sono murate una statua romana di Cibele, quattro stemmi di podestà veneziani, iscrizioni e leoni marciani. La merlatura risale al 1664. L'edificio presenta una scala esterna e sette arcate con una bocca di leone, un tempo usata per inserire fogli con denunce anonime nei confronti di cittadini o delle autorità pubbliche.